# 在中華民国ニカラグア大使館
在中華民国ニカラグア大使館（ざいちゅうかみんこくニカラグアたいしかん、スペイン語: Embajada de Nicaragua en la República de China、繁体字中国語: 尼加拉瓜駐中華民國大使館、英語: Embassy of Nicaragua in the Republic of China）は、ニカラグアが中華民国（台湾）の首都台北市に設置していた大使館である。

## 沿革
1955年5月18日に両国間の外交関係が樹立された後、まず1960年に非常駐の駐華公使（駐台公使）が派遣された。1960年10月8日、初代公使ウンベルト・アルグエージョ・テフェルが蔣中正（蒋介石）総統に信任状を捧呈した。1966年、特命全権公使が台北非常駐のまま両国の外交関係が公使級から大使級に昇格。
1985年12月7日、ニカラグアが中華人民共和国と国交を樹立して中華民国と断交したが、1990年11月5日にニカラグアが中華民国と再度国交を樹立して中華人民共和国と断交。1991年4月16日、ペドロ・ホアキン・チャモロ・バリオス大使が両国復交後では初となる常駐の駐華大使（駐台大使）として台北に赴任。爾後、約30年にわたって大使館が存続していたが、2021年12月10日、両国が再度断交したことにより大使館は閉鎖された。

## 住所
台北市士林区天母西路62巷9號3樓

## 大使
2020年10月26日に蔡英文総統に信任状を捧呈したミルナ・マリエラ・リベラ・アンディーノが、最後の特命全権大使となった。